# Conquista del Imperio nanda

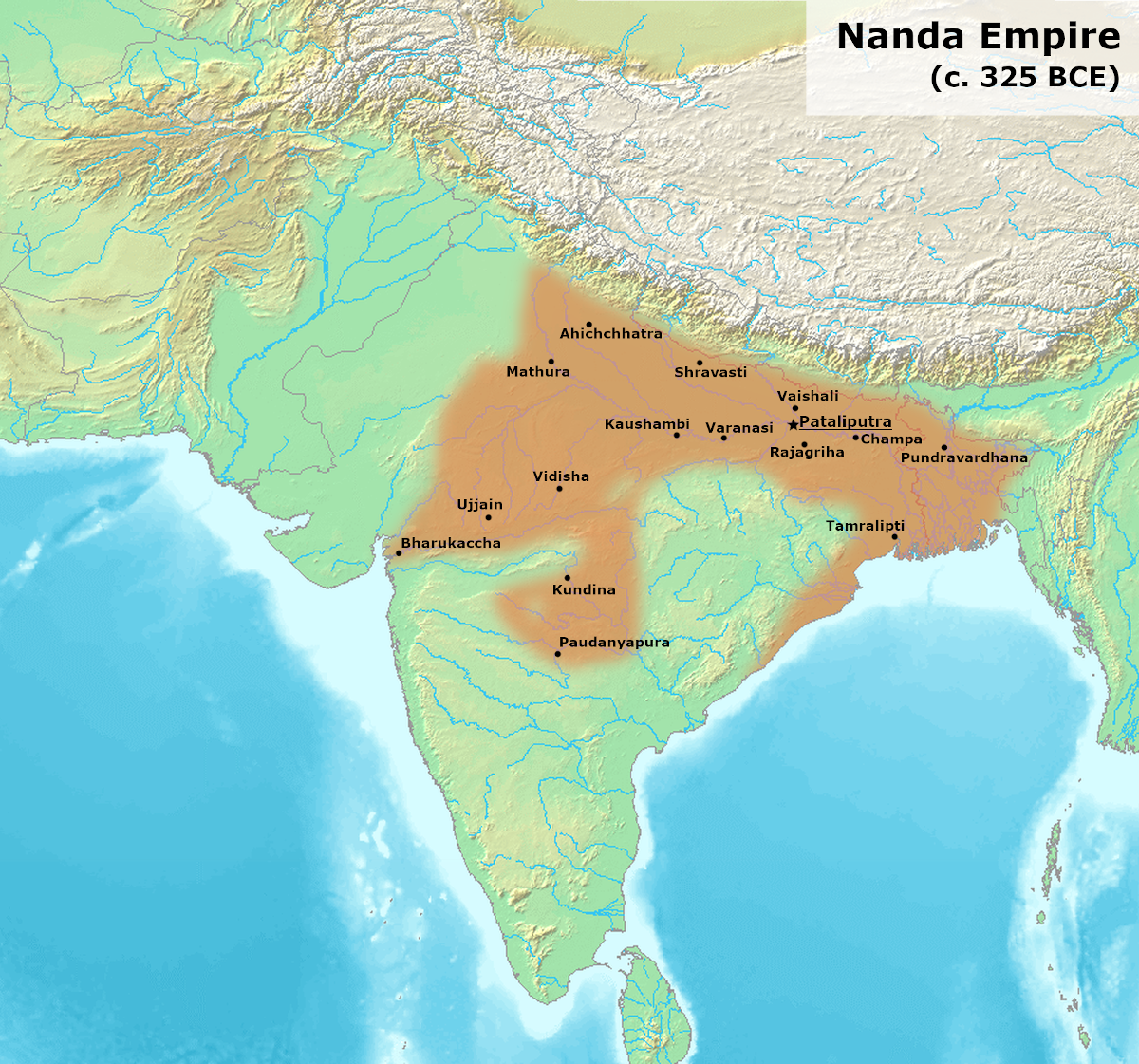
Imperio nanda al momento de su conquista por Chandragupta.

La conquista del Imperio nanda gobernado por Dhana Nanda por una fuerza mandada por  Chandragupta Maurya entre 321 y 320 a. C. llevó a la formación del Imperio maurya. 

## Antecedentes
La historia de las principales figuras involucradas y del conflicto mismo es obscura. El dominio de Dhana Nanda tenía su núcleo en el reino de Magadha y contenía muchos reinos vasallos en la cuenca del Ganges.
Se decía que Chandragupta era un Kshatriya de origen noble y con experiencia militar. Su conocimiento en asuntos de gobierno y guerra suele atribuirse a su tutor y gurú Chanakya y al libro Artha-shastra, un antiguo tratado destinado a la enseñanza de los reyes en estas materias. Chanakya enseñó al joven monarca sobre la guerra y la diplomacia porque deseaba convertirlo en un gran conquistador, ayudándolo a analizar cuáles reinos eran aliados naturales y cuáles enemigos inevitables, hacer tratados que podría romper o mantener, una política de asesinatos contra líderes enemigos o sembrar discordia entre ellos mediante agentes secretos, considerar a la gente armas de guerra, uso de la religión y supersticiones para animar a sus tropas y desalentar a las enemigas, difundir desinformación y trato humanitario de prisioneros y pueblos conquistados.

## Conflicto
Mucho de lo que se sabe de la guerra fue escrito mucho después de la misma. Plutarco da algunos datos, en Mudra-rakshasa, un drama político e histórico, fue ficcionalizada en Visnú-purana se enfatiza el papel de Chandragupta en la caída de Nanda y se menciona en Milinda-pañja.
Plinio el Viejo y Plutarco mencionan que, basados en el embajador seléucida Megástenes, el ejército de Nanda sumaba 200.000 soldados de infantería, 80.000 de caballería, 8.000 carros y 6.000 elefantes de guerra. Para vencerlo, Chandragupta debió usar todas sus fuerzas, incluyendo mercenarios griegos de Panyab. Según el Milinda-pañja, murieron en la guerra 10.000 elefantes, 100.000 caballos y 5.000 aurigas. Es probable que usara tácticas de guerrilla, porque el Imperio era poderoso y capaz de movilizar grandes ejércitos capaces de abrumar la batalla campal a cualquier advenedizo.
Según el Mudra-rakshasa, Chandragupta primero conquistó Panyab y luego unió sus fuerzas a su tutor y avanzó contra Nanda. Plutarco también dice que primero venció a los sátrapas griegos de Alejandro Magno en el noroeste de la India. Historiadores modernos concluyen que Chandragupta conquistó gradualmente las provincias del Imperio antes de avanzar sobre el núcleo principal: Magadha. En Mudra-rakshasa, puso sitio a Kusumapura, capital de Magadha, con ayuda de mercenarios de tribus ya conquistadas al noroeste de la India. La experiencia previa de estos debió ser clave para la campaña. Este asedio comenzó hacia el 320 a. C.. Hacia el 312 a. C. había conquistado todo el norte y noroeste de la India.
Chandragupta pudo haberse aliado con el rey Sinhabahu de Sinhapura y el de Kalinga.

## Consecuencias
La ciudad de Kusumapura se convirtió en Pataliputra (actual Patna), capital del Imperio maurya, con 400.000 habitantes. Chanakya se convirtió en primer ministro de Chandragupta y el territorio nanda fue organizado en cuatro provincias: Avantirastra (capital Ujjain), Daksinapatha (quizás Suvarnagiri), Pracya (Taxila) y Uttarapatha (Pataliputra).
Chandragupta siguió su expansión hacia el sur y luego enfrentó al Imperio seléucida por el control del noroeste de India y el este de Persia, formando al momento de su abdicación el mayor imperio de la historia india.